# 清远街道
清远街道是中华人民共和国山西省大同市平城区下辖的一个街道。

## 建置沿革
- 2021年3月，设立清远街道。以原新华街街道的五星花园社区居委会，原振华南街街道的五州帝景社区居委会，原新建北路街道的惠达、花园里、大齿、苹果园、互助里清远西街6个社区居委会，原马军营乡的宋庄、五里店2个村委会的行政区域为清远街道的行政区域。[2]
- 2021年6月9日，将花园里、苹果园2个社区整合成1个社区（苹果园），将五洲帝景社区分置成2个社区（五洲帝景、学府）, 同时按照人口和面积科学合理划分社区管理服务区域。[3]

## 行政区划
清远街道下辖五星花园社区、五州帝景社区、惠达、花园里、大齿、苹果园、互助里清远西街等社区居委会，宋庄、五里店2个村委会。
2021年6月9日清远街道优化调整后设2个村（宋庄村、五里店村）8个社区（五星花园、五州帝景、学府、惠达、大齿、苹果园、互助里、清远西街）。